# Prison de Kobar
La prison de Kobar (en arabe : سجن كوبر), anciennement connue sous le nom de prison Cooper est située dans la ville de Khartoum Nord.

## Histoire
La prison de Kobar est créée en 1903 elle est l'une des plus anciennes prisons du Soudan. Elle est construite par l'administration du Soudan anglo-égyptien (1899-1956) et est nommée Kobar en arabe en l'honneur du fonctionnaire britannique Cooper, qui était chargé de l'administration initiale de la prison.
Depuis sa création, c'est la prison célèbre du Soudan. Elle se compose de six sections et connue pour être le centre de détention de milliers de prisonniers d'opinion et d'hommes politiques. En 2019, l'ancien président Omar el-Bechir est incarcéré dans cette prison après avoir été renversé par un coup d'État,.
Le journaliste du Guardian, Phil Cox et Daoud Hari, son interprète et collaborateur, arrêtés en décembre 2016, alors qu'ils enquêtaient dans la région du Jebel Marra, au Darfour y ont été enfermés. Bénéficiant d’une grâce présidentielle et libérés en février 2017, Phil Cox affirme qu’il y a été torturé.

## Description
La prison construite en briques est gardée par de hauts murs de béton et peut contenir des centaines de prisonniers dans ses petites cellules. Conçue comme les prisons du Royaume-Uni du début du XIXe siècle, sa superficie est d'environ 5 000 m2,. Il existe une aile dans la prison réservée pour les prisonniers politiques et ceux condamnés a mort. Abdel Khaliq Mahjub, militant communiste y est exécuté par pendaison aux petites heures du matin du mercredi 28 juillet 1971.
Pendant le règne de Omar el-Bechir, le Service national de renseignement et de sécurité (NISS) est chargé de l'administration de la prison. La prison est située dans la ville de Khartoum Nord dans le quartier de Kobar, près du Nil Bleu et à côté du Signal Corps.

## Détenus notables
- Omar el-Bechir (depuis 2019), ancien président du Soudan
- Amin Mekki Medani (en), homme politique et militant des droits de l'homme (2014-2015)
- Farouk Abu Issa (en), président des Forces nationales de consensus (2014)
- Usamah Mohamad (en), blogueur et journaliste citoyen (2012)
- Hassan al-Tourabi, chef religieux et homme politique (2009)
- Ibrahim el-Salahi, peintre et fonctionnaire du gouvernement (1976)
- Abdel Khaliq Mahjub, secrétaire général du Parti communiste soudanais (1971)
- Sadeq al-Mahdi, ancien premier ministre et homme politique (1970)